# مارون (شعب)

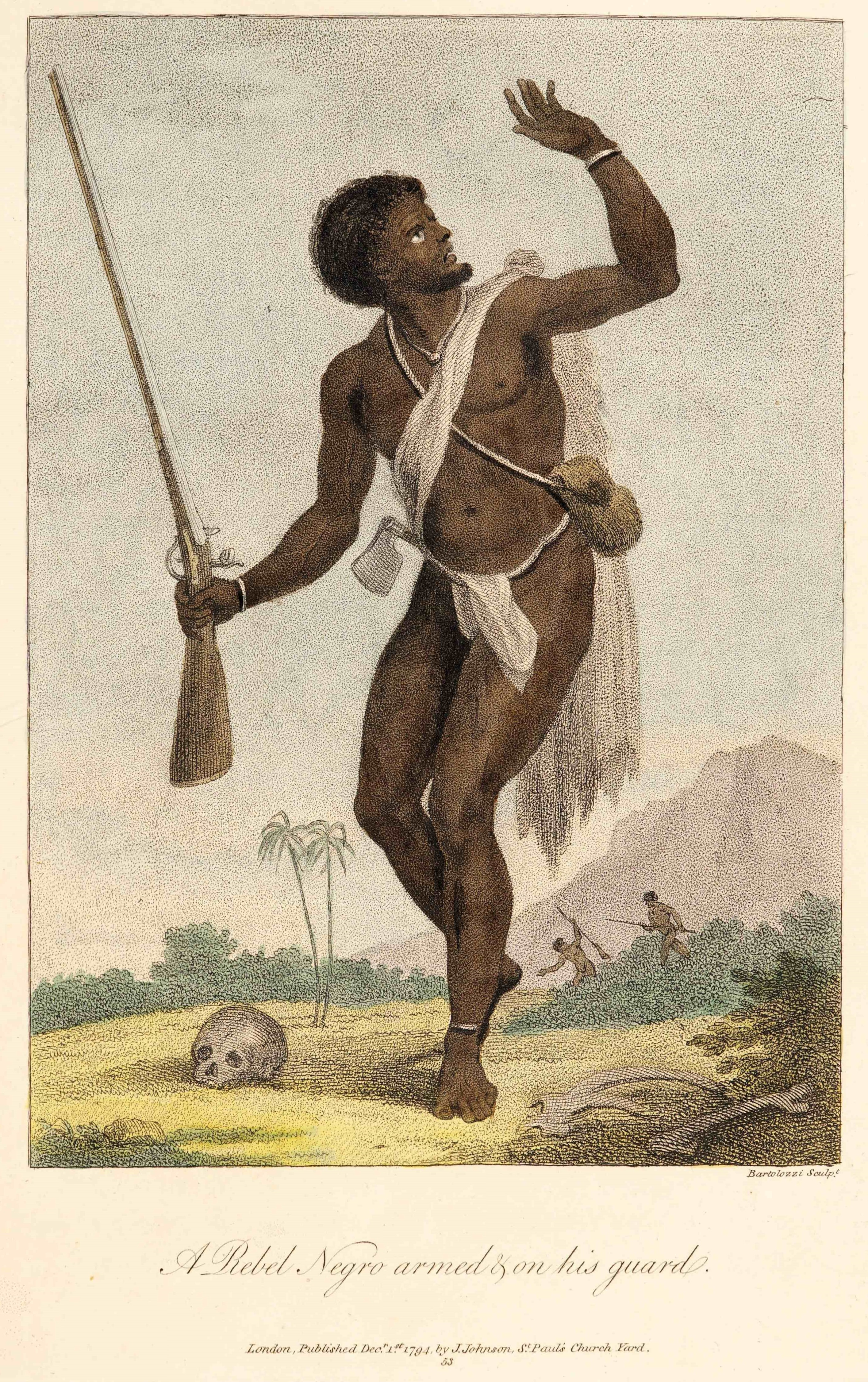

المارون  وتعني الذين يعيشون على قمم الجبال (من الاٍسبانية cima: قمة) و(من الاٍنجليزية/الاٍسبانية cimarrón: هارب أو الهارب) حيث هرب العبيد في كل من الكاريبي، أمريكا الوسطى، أمريكا الجنوبية والشمالية وشكلوا مستوطنات مستقلة جنبا إلى جنب.